# Le Diable à quatre (film, 1991)
Pour les articles homonymes, voir Le Diable à quatre.
Pour plus de détails, voir Fiche technique et Distribution.
Le Diable à quatre (Caccia alla vedova, littéralement « chasse à la veuve ») est un film italien réalisé par Giorgio Ferrara et sorti en 1991.

## Synopsis
Durant l'hiver 1768 à Venise, Rosanna hérite d'une fortune de son mari. Pour les inquisiteurs de la République de Venise, cette fortune doit rester vénitienne.

## Fiche technique
- Titre italien : Caccia alla vedova[1]
- Réalisation : Giorgio Ferrara
- Scénario : Enrico Medioli, Jean-Pierre Bardos, Giorgio Ferrara d'après la pièce La Veuve rusée (La vedova scaltra) de Carlo Goldoni[2]
- Production :  Excelsior Film-TV, Cinecittà, Rai 2
- Décorateur : Mario Garbuglia
- Photographie : Franco Di Giacomo
- Musique : Bruno Moretti, Nicola Piovani
- Durée : 83 minutes
- Date de sortie : 
  - Italie : 1991
  - France : 15 novembre 1995

## Distribution
- Isabella Rossellini : Rosanna
- Tom Conti : Conte Angelo di Bosconero
- James Wilby : Milord Runbiff
- Michel Duchaussoy : Marquis de Belleau
- Alexandre Abdoulov : le prince Badritzky
- Zouc : Antonietta